# Bitwa pod Grotnikami
Bitwa pod Grotnikami – bratobójcze starcie zbrojne, mające miejsce 6 maja 1439 na polach wsi Grotniki nad Nidą, między wojskami husyty Spytka z Melsztyna a wojskami możnowładców konfederacji antyhusyckiej zorganizowanej przez biskupa Zbigniewa Oleśnickiego.

## Przyczyny
Dążeniom dynastii Jagiellonów do zdobycia korony czeskiej dla królewicza Kazimierza Jagiellończyka, przeciwny był biskup Zbigniew Oleśnicki. Starał się on podporządkować polską politykę zagraniczną interesom Kościoła katolickiego. Jego stanowisko doprowadziło do zbliżenia dworu królewskiego z proczeską i sympatyzującą z husytyzmem częścią szlachty oraz częścią możnych którym przewodził Spytko z Melsztyna. Oprócz niego przeciwnikami rządów oligarchii duchownej w Polsce byli też inni świeccy możnowładcy, np: Abraham Zbąski i Strasz z Kościelnik.
Pod przewodem Spytka 3 maja 1439 na zjeździe w Nowym Mieście Korczynie 168 przedstawicieli rycerstwa ziem polskich zawiązało konfederację której celem było usunięcie zjawisk godzących w interesy ogółu. Pod tym określeniem kryło się przede wszystkim ograniczenie wpływów biskupa Oleśnickiego. Konfederacja Spytka z Melsztyna była odpowiedzią na konfederację biskupa Oleśnickiego zawiązaną 25 kwietnia 1438 w Nowym Mieście Korczynie w celu walki z każdym, kto by błędy kacerskie szerzył.

## Bitwa
Koncentracja wojsk dowodzonych przez Spytka miała miejsce w rejonie wsi Piasek Wielki, Piasek Mały i Zagajów, będących własnością Melsztyńskich. W składzie wojsk oprócz licznej szlachty byli i chłopi. Stąd wojska ruszyły na Nowy Korczyn. Do starcia zbrojnego doszło na polach wsi Grotniki. Atakiem wojsk walczących po stronie biskupa dowodzili Jan Hińcza z Rogowa i Dobiesław ze Szczekocin. Atak na konfederatów husyckich  nastąpił w trakcie organizowania przez nich obrony, co miało wpływ na ich porażkę. Obrona organizowana była w zakolu rzeki, gdzie Nida wpada do Wisły. Nie zdążono jednak usypać wałów, przekopać rowów ani umocnić obozu wozami na wzór czeskich husytów. Po przełamaniu szturmem obrony przez piechotę, konfederaci ginęli spychani do rzeki. Ostatecznie bitwa zakończyła się klęską konfederatów, a Spytek z Melsztyna zmarł w wyniku odniesionych ran.
Nad rozebranym do naga i leżącym na polu bitwy przez trzy dni ciałem Spytka odbył się prowizoryczny sąd uznający go za zdrajcę ojczyzny. Król Władysław III Warneńczyk wyrok ten jednak wkrótce skasował, przywracając prawa szlacheckie jego żonie i jego rodzinie. Wcześniej nakazał, aby wziętym do niewoli chłopom darować życie.

## Śmierć Spytka z Melsztyna według Długosza
Spytek rzucał się na wielu z odwagą: ale okryty zewsząd strzałami, skłuty oszczepami i zwalony z konia, ducha wkrótce wyzionął. (...) Ciało jego przez trzy dni, obnażono do naga, leżało w tem miejscu, gdzie go zabito, aż wreszcie z rozkazu króla wydano je żonie Beatryxie, która się z płaczem o nie dopraszała, i pochowano w kościele parochialnym wsi Piasek.

## Skutki
Bitwa ta, paradoksalnie, doprowadziła do awansu części stronników Spytka z Melsztyna, wśród których byli: Dziersław z Rytwian, Andrzej Tęczyński i Jan Hińcza z Rogowa. Natomiast Abraham Głowacz ze Zbąszynia zwolennik Spytka z Wielkopolski po porażce pod Grotnikami zmuszony został do wyrzeczenia się husytyzmu oraz swoich poglądów w tym m.in. braku zgody na płacenie dziesięcin na rzecz duchowieństwa. Niemniej, w wyniku bitwy pod Grotnikami doszło do całkowitego załamania wpływów ruchu husyckiego w Polsce oraz dalszego wzmocnienia władzy oligarchii, której przewodził biskup Oleśnicki.
Historyk Andrzej Michałek nie zgadza się z relacją Jana Długosza, że konflikt zakończony starciem zbrojnym pod Grotnikami był spiskiem niewielkiej grupy możnowładców a sama bitwa niewielkim starciem. Twierdzi on, że po obydwu stronach były zaangażowane znaczne siły a bitwa pod Grotnikami nie była mało znaczącym epizodem i uznaje ją za najbardziej zapomnianą bitwę w historii Polski. Feliks Koneczny uważa konflikt za wojnę domową.